# Saison 2019-2020 du Raja Club Athletic
Maillots
Chronologie
Saison précédente Saison suivante
La saison 2019-2020 du Raja Club Athletic est la 71e de l'histoire du club depuis sa fondation le 20 mars 1949. Elle fait suite à la saison 2018-2019 qui a vu le Raja remporter la Coupe de la confédération et la Supercoupe de la CAF.
Au titre de cette saison, le Raja CA est engagé dans quatre compétitions officielles: Le Championnat du Maroc, la Coupe du Trône, la Ligue des champions de la CAF et le Championnat arabe des clubs.
Le 14 mars, la Fédération royale marocaine de football annonce la suspension de tous les matchs de football, à cause de la propagation de la pandémie de Covid-19. Le championnat reprend le 27 juillet avec la rencontre opposant le Raja CA au Difaâ d'El Jadida. C'est la plus longue édition de l'histoire du championnat, elle a duré au total 393 jours soit 1 an et 27 jours. Cette saison connait également la plus longue édition de l'histoire de la Ligue des champions, 452 jours séparent le premier et le dernier match du Raja dans cette compétition.
Le meilleur buteur et passeur de la saison est Mohsine Moutouali avec respectivement 14 buts et 14 passes décisives toutes compétitions confondues.

## Avant saison
Le 8 mai, et à la suite de ses résultats satisfaisants avec l'équipe depuis son arrivée, le club prolonge le contrat du français Patrice Carteron jusqu’en 2020. Son salaire mensuel passe de 350 000 à 400 000 dirhams. Il devient, du coup, l’entraîneur le mieux payé du championnat.
Le 9 juin, le club met fin aux rumeurs du transfert de Badr Benoun, et annonce via un communiqué officiel, le renouvellement de son contrat jusqu'en 2022.
Le 12 juin, le Raja annonce la démission, pour des raisons personnelles, de Youssef Safri, qui occupait le poste d'entraîneur-adjoint au club depuis 13 mois.
Le 28 juin, les deux anciennes gloires du Raja Talal El Karkouri et Hicham Aboucharouane ont été nommées au poste d’entraîneurs adjoints, succédant ainsi à Safri. D’après un communiqué du club, « cette nomination décidée en accord entre la direction et le coach, entre dans le cadre de la politique du club, d’enrichir le staff technique de cadres nationaux expérimentés et ayant fait partie du club ».

## Matchs amicaux
La direction technique du club a choisi la ville d'Agadir pour établir son camp de préparation pré-saison, où l'équipe va résider du 12 au 21 juillet. Trois matchs amicaux sont notamment programmés au Stade Adrar, le 14 juillet contre les Anglais du Oldham Athletic FC , le 17 juillet contre le CS Hilal Tarrast et le 20 juillet contre l'Olympique Khouribga.
| Date       | Adversaire         | Lieu                | Score | Buteurs                                                             |
| ---------- | ------------------ | ------------------- | ----- | ------------------------------------------------------------------- |
| 14/07/2019 | Oldham Athletic FC | Stade Adrar, Agadir | 0-1   | -                                                                   |
| 17/07/2019 | CS Hilal Tarrast   | Stade Adrar, Agadir | 7-0   | Haddad 9e Islah 16e Tamaizou 33e 35e Nanah 36e Jaadi 39e Iajour 58e |
| 20/07/2019 | OC Khouribga       | Stade Adrar, Agadir | 4-0   | Islah 5e Madkour 27e Ngoma 55e 59e                                  |

Avec la participation de l'Ittihad Riadhi de Tanger, Renaissance sportive de Berkane, Club Deprotivo Leganés, le Raja CA a été invité à un tournoi amical de pré saison organisé à Tanger du 23 juillet au 27 juillet 2019.
Après, Berkane annonce qu'elle se retire du tournoi, de ce fait, le Raja jouera un seul match contre Leganés le 24 juillet.
| Date       | Adversaire             | Lieu                      | Score | Buteurs |
| ---------- | ---------------------- | ------------------------- | ----- | ------- |
| 24/07/2019 | Club Deportivo Leganés | Stade Ibn-Batouta, Tanger | 0-0   | -       |

| Date       | Adversaire          | Lieu                        | Score | Buteurs                  |
| ---------- | ------------------- | --------------------------- | ----- | ------------------------ |
| 27/07/2019 | AS Salé             | Complexe sportif Raja-Oasis | 2-1   | 19e Mouchtanim 57e Islah |
| 30/07/2019 | Raja de Beni Mellal | Complexe sportif Raja-Oasis | 1-0   | Fabrice Ngah 86e         |

Au titre de sa préparation pour la nouvelle saison, le Raja CA s'opposera, au titre d'un match amical, à la formation espagnole du Real Betis le 4 août au Stade Mohammed V.
| Date       | Adversaire          | Lieu                         | Score | Buteurs |
| ---------- | ------------------- | ---------------------------- | ----- | ------- |
| 04/08/2019 | Real Betis Balompié | Stade Mohammed V, Casablanca | 0-1   | -       |

Détails des matchs :
| Match amical                | Raja CA | 0 - 1 | Oldham Athletic FC | Stade Adrar, Agadir     |                         |
| 14 juillet 2019 18:00 UTC+1 |         |       | 21e Vera           | Spectateurs : Huis-clos | Spectateurs : Huis-clos |

| Match amical                | Raja CA                                                                                  | 7 - 0 | SC Hilal Tarrast | Stade Adrar, Agadir     |                         |
| 17 juillet 2019 18:00 UTC+1 | Haddad 9e · Islah 16e · Tamaizou 33e · Tamaizou 35e · Nanah 36e · Jâadi 39e · Iajour 58e |       |                  | Spectateurs : Huis-clos | Spectateurs : Huis-clos |

| Match amical                | Raja CA                                        | 4 - 0 | OC Khouribga | Stade Adrar, Agadir     |                         |
| 17 juillet 2019 18:00 UTC+1 | Islah 5e · Madkour 27e · Ngoma 55e · Ngoma 59e |       |              | Spectateurs : Huis-clos | Spectateurs : Huis-clos |

| Match amical                | Raja CA | 0 - 0 | Deportivo Leganés | Stade Ibn-Batouta, Tanger |                      |
| 23 juillet 2019 20:30 UTC+1 |         |       |                   | Spectateurs : 30 000      | Spectateurs : 30 000 |

| Match amical                | Raja CA                    | 2 - 0 | AS Salé | Complexe sportif Raja-Oasis, Casablanca |                         |
| 27 juillet 2019 11:00 UTC+1 | Islah 19e · Mouchtanim 57e |       |         | Spectateurs : Huis-clos                 | Spectateurs : Huis-clos |

| Match amical                | Raja CA  | 1 - 0 | Raja de Beni Mellal | Complexe sportif Raja-Oasis, Casablanca |                         |
| 30 juillet 2019 15:00 UTC+1 | Ngah 86e |       |                     | Spectateurs : Huis-clos                 | Spectateurs : Huis-clos |

| Match amical            | Raja CA      | 0 - 1   | Real Betis      | Stade Mohammed V, Casablanca                        |                                                     |
| 4 août 2019 20:00 UTC+1 |              | (0 - 0) | 88e Raúl García | Spectateurs : 50 000 Arbitrage : Noureddine Jaafari | Spectateurs : 50 000 Arbitrage : Noureddine Jaafari |
| 4 août 2019 20:00 UTC+1 | El Wardi 41e |         |                 | Spectateurs : 50 000 Arbitrage : Noureddine Jaafari | Spectateurs : 50 000 Arbitrage : Noureddine Jaafari |

## Mercato d'été 2019

### Arrivées

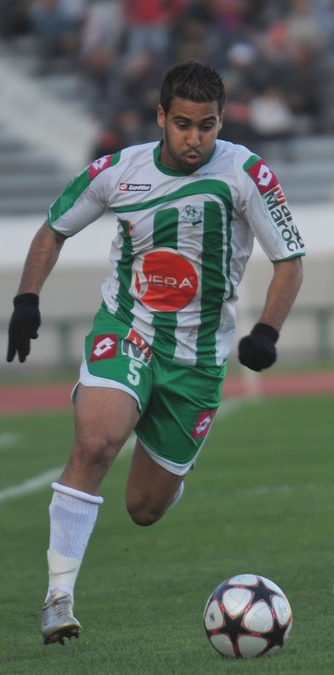
Joueur des Verts de 2006 à 2014, Moutouali est de retour au Raja.

Le 12 mai 2019, le Raja annonce le retour de son emblématique joueur, Mohsine Moutouali qui signe un contrat renouvelable d'un an. Le joueur est un produit pur du centre de formation du Raja, et il y déjà passé 8 saisons avec un total de 181 matchs disputés et 55 buts marqués. 
Moutouali diffuse après une vidéo sur son compte sur Instagram, qui déclare : « Je suis très heureux de jouer une nouvelle fois pour mon équipe préférée, comme vous le savez, on disputera la saison prochaine des matchs dans quatre compétitions et nous allons nous battre afin d'obtenir les meilleurs résultats possibles », et ajoute : « Je remercie le public et le comité pour leur confiance ». 
Le 14 mai, le Raja s'offre les services du défenseur international malien Salif Coulibaly pour un contrat d'une durée de 2 ans. Il retrouvera chez les Aigles Verts un coach qu’il connaît sur le bout des doigts, en la personne de Patrice Carteron, vu qu'il l'a déjà côtoyé à Al Ahly SC, et au TP Mazembe où ils ont remporté la ligue des champions en 2015.
Le 22 mai, et après plusieurs mois de négociations, il est annoncé que l'international congolais de l'AS Vita Club, Fabrice Ngoma, rejoint les verts en paraphant un contrat de 3 ans. 
Le 15 juin, le Raja présente officiellement son joueur, Mohsine Moutouali, au Complexe Raja-Oasis et publie à l'occasion des photos du joueur vêtu de la tunique verte arboré du numéro 5, numéro qu'il a toujours porté avec les Verts.
Le 27 juin, le Raja annonce l'arrivée de Omar Arjoune en provenance de l'IR Tanger, en échange, le club débourse une somme de 170 000 € et cède son jeune défenseur Mohamed Ayman Sadil, alors prêté au Cay Berrechid, au club Tangérois. Le joueur de 23 ans est un produit de centre de formation du Raja, et a déjà disputé quelques matchs avec l'équipe première, avant de quitter le club en 2016.
Le 24 juillet, Le Raja trouve un accord avec le Zamalek SC, pour s'offrir les services de l'international marocain Hamid Ahaddad, sous forme de prêt d'une durée d'un an.
Le 15 août, le club confirme la venue de l'international congolais Ben Malango qui signe un contrat de trois ans, quoique son club, le TP Mazembe, ne veuille pas le libérer, considérant qu’il est encore sous contrat jusqu’en 2021. Le joueur a de ce fait saisi la FIFA, par le truchement de sa commission des litiges, pour obtenir un bon de sortie.
Le 13 septembre, et à quelques jours de la fin du mercato d'été, le club annonce le retour de l'international libyen Sanad Al Warfali, cette fois sous forme d'un transfert définitif pour une durée de  2 ans, après qu'il a disputé la saison 2018-2019 sous forme de prêt du Al-Ahly Tripoli.
| Joueur              | Poste             | Âge | Type de transfert | Durée        | Provenance                 | Date              |
| ------------------- | ----------------- | --- | ----------------- | ------------ | -------------------------- | ----------------- |
| Mohsine Moutouali   | Attaquant         | 33  | Transfert         | 1 an (2020)  | Al Ahli SC                 | 12 mai 2019       |
| Salif Coulibaly     | Défenseur         | 31  | Transfert         | 2 ans (2021) | Al Ahly SC                 | 14 mai 2019       |
| Fabrice Ngoma       | Milieu de terrain | 25  | Transfert         | 3 ans (2022) | AS Vita Club               | 22 mai 2019       |
| Omar Arjoune        | Milieu de terrain | 23  | Transfert         | 3 ans (2022) | IR Tanger                  | 27 juin 2019      |
| Hamid Ahaddad       | Attaquant         | 24  | Prêt              | 1 an (2020)  | Zamalek SC                 | 24 juillet 2019   |
| Ben Malango         | Attaquant         | 25  | Transfert         | 3 ans (2022) | TP Mazembe                 | 15 août 2019      |
| Ayoub Sabiri        | Attaquant         | 20  | Retour de prêt    | -            | US Sidi Kacem (Botola D2)  | 30 juin 2019      |
| Mohamed Aymen Sadil | Défenseur         | 25  | Retour de prêt    | -            | CAY Berrechid (Botola D1)  | 30 juin 2019      |
| Ayoub Joulale       | Défenseur         | 21  | Retour de prêt    | -            | CC Riadi Salmi (Botola D2) | 30 juin 2019      |
| Hassan Bouaïn       | Milieu de terrain | 20  | Retour de prêt    | -            | MAS de Fès (Botola D2)     | 30 juin 2019      |
| Mâati Tamaizou      | Attaquant         | 21  | Retour de prêt    | -            | Stade marocain (Botola D3) | 30 juin 2019      |
| Sanad Al Warfali    | Défenseur         | 28  | Transfert         | 2 ans (2021) | Al-Ahly Tripoli            | 13 septembre 2019 |

### Raja espoirs
| Joueur             | Poste             | Âge | Provenance   | Date             |
| ------------------ | ----------------- | --- | ------------ | ---------------- |
| Ayoub Khairi       | Milieu de terrain | 19  | Raja réserve | 4 juin 2019      |
| Hicham Islah       | Attaquant         | 21  | Raja réserve | 15 juin 2019     |
| Amir El Haddaoui   | Gardien de but    | 19  | Raja réserve | 1er juillet 2019 |
| Zakaria Driouech   | Défenseur         | 18  | Raja réserve | 1er juillet 2019 |
| Abdelilah Madkour  | Défenseur         | 18  | Raja réserve | 1er juillet 2019 |
| Abderazzak Ghazout | Défenseur         | 20  | Raja réserve | 1er juillet 2019 |
| Zakaria Habti      | Attaquant         | 21  | Raja réserve | 1er juillet 2019 |

### Départs
Le 27 mai, il est annoncé que Zakaria Hadraf sera transféré au club saoudien fraîchement promu en première division saoudienne, Damac FC, paraphant un contrat d'un an. Hadraf a disputé avec les Verts en 2 saisons un total de 95 matchs avec 19 buts marqués.
Le 9 juin, avant le coup d'envoi du dernier du match du championnat face au Difaâ Hassani d'El Jadida, Lema Mabidi, en larmes, fait ses adieux au public du Raja après 4 saisons passées au club. Arrivé au terme de son contrat, l’international congolais n’a pas voulu prolonger son bail et préfère donc quitter le club. Il totalise avec les verts 127 matchs pour 8 buts marqués.
Le 17 juin, le club remercie Baye Ibrahima Niasse pour ses services, et déclare la résiliation à l'amiable, de son contrat qui s'achevait initialement en 2020.
Le 23 juillet, il est annoncé que Mouhcine Iajour quitte le Raja pour rejoindre son ancien coéquipier Hadraf, au Damac FC. L'attaquant de 34 ans a disputé avec le Raja en ces deux dernières 

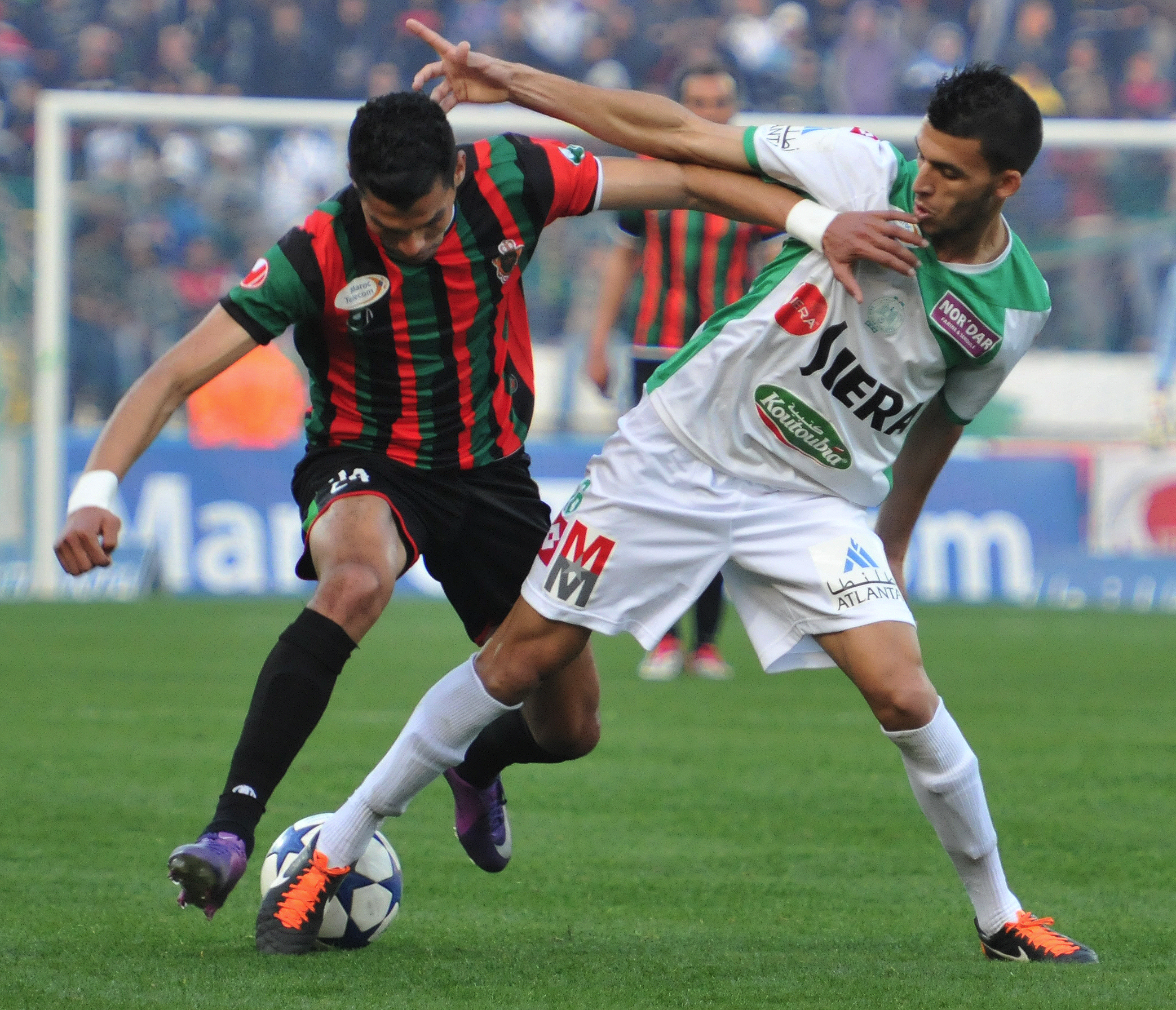
Mohamed Oulhaj quitte le club après qu'il y a passé 12 ans.

saisons 91 matchs pour 52 buts marqués et a terminé meilleur du championnat à deux reprises.
Le 29 juillet, un communiqué officiel annonce la résiliation des contrats de l'attaquant ougandais de 21 ans Muhammad Shaban, et le gardien de but formé au club Mohammed Chennouf. Le club souhaite aux deux joueurs une bonne fortune pour la suite,.
Après 12 ans de loyaux services et plus de 340 rencontres disputés, il est annoncé que Mohamed Oulhaj quittera son club cet été. Profitant de la présence de dizaines de milliers de supporters, un hommage lui est rendu avant le match amical contre Betis le 4 août au Stade Mohamed V, pour honorer son nom, son parcours et son dévouement aux verts.
Le 11 septembre, quelques jours après son élimination en Coupe du trône, le Raja annonce la résiliation à l'amiable du contrat du défenseur malien Salif Coulibaly, après qu'il s'est engagé avec le club en mai dernier à la demande de Patrice Carteron.
| Joueur               | Poste             | Âge | Type de transfert      | Durée        | Destination  | Date              |
| -------------------- | ----------------- | --- | ---------------------- | ------------ | ------------ | ----------------- |
| Zakaria Hadraf       | Attaquant         | 29  | Transfert              | 1 an (2020)  | Damac FC     | 9 juin 2019       |
| Lema Mabidi          | Milieu de terrain | 25  | Fin de contrat         | -            | -            | 9 juin 2019       |
| Baye Ibrahima Niasse | Milieu de terrain | 31  | Résiliation de contrat | -            | -            | 17 juin 2019      |
| Mohamed Aymen Sadil  | Défenseur         | 25  | Transfert              | 3 ans (2022) | IR Tanger    | 27 juin 2019      |
| Mouhcine Iajour      | Attaquant         | 34  | Transfert              | 1 an (2020)  | Damac FC     | 23 juillet 2019   |
| Salaheddine Bahi     | Milieu de terrain | 25  | Transfert              | 3 ans (2022) | AS FAR       | 25 juillet 2019   |
| Muhammad Shaban      | Attaquant         | 21  | Résiliation de contrat | -            | -            | 29 juillet 2019   |
| Mohammed Chenouf     | Gardien de but    | 25  | Résiliation de contrat | -            | -            | 29 juillet 2019   |
| Mohamed Oulhaj       | Défenseur         | 31  | Fin de contrat         | -            | -            | 3 août 2019       |
| Imrane Fiddi         | Défenseur         | 20  | Prêt                   | 1 an (2020)  | AS Salé      | 15 août 2019      |
| Hassan Bouain        | Milieu de terrain | 20  | Prêt                   | 1 an (2020)  | AS Salé      | 15 août 2019      |
| Saad Lakohal         | Défenseur         | 21  | Prêt                   | 1 an (2020)  | Widad Témara | 15 août 2019      |
| Salif Coulibaly      | Défenseur         | 31  | Résiliation de contrat | -            | -            | 11 septembre 2019 |

## Mercato d'hiver 2019-2020

### Arrivées
Le 14 janvier 2020, le club annonce son premier recrutement du mercato hivernal, il s'agit du capitaine du Moghreb de Tétouan Mohamed Makahasi, qui paraphe un contrat de deux saisons et demie.
| Joueur           | Poste             | Âge | Type de transfert | Durée                | Provenance         | Date            |
| ---------------- | ----------------- | --- | ----------------- | -------------------- | ------------------ | --------------- |
| Mohamed Makahasi | Milieu de terrain | 24  | Transfert         | 2 ans et demi (2022) | Moghreb de Tétouan | 14 janvier 2020 |

## Compétitions

### Coupe du Trône
| Date       | Tour           | Adversaire  | Lieu                         | Score |
| ---------- | -------------- | ----------- | ---------------------------- | ----- |
| 31/08/2019 | 1/16 de finale | RCA Zemamra | Stade Mohammed V, Casablanca | 3-2   |

### Championnat
La Botola 2019-2020 est la 92e édition du championnat du Maroc de football et la 64e édition sous l'égide de la FRMF depuis sa création en 1956. La division oppose seize clubs en une série de trente rencontres. Les meilleurs de ce championnat se qualifient pour les coupes d'Afrique que sont la Ligue des Champions pour le champion et vice-champion, et la Coupe de la confédération pour le troisième et le vainqueur de la Coupe du trône. Le Raja Club Athletic participe à cette compétition pour la 64e fois de son histoire et n'a jamais quitté l'élite du football marocain depuis la première édition de 1956-1957, ce qui constitue un record au niveau national.

#### Journées 1 à 5
| Date       | J.  | Adversaire       | Lieu                                    | Score |
| ---------- | --- | ---------------- | --------------------------------------- | ----- |
| 24/10/2019 | 1re | Raja Beni Mellal | Stade Mohammed V, Casablanca            | 2-0   |
| 05/11/2019 | 2e  | RCA Zemamra      | Stade Ahmed Chokri, Zemamra             | 1-2   |
| 09/11/2019 | 3e  | CAY Berrechid    | Stade municipal de Berrechid, Berrechid | 2-3   |
| 11/12/2019 | 4e  | MA Tétouan       | Stade Mohammed V, Casablanca            | 1-0   |
| 27/10/2019 | 5e  | OC Safi          | Stade El Massira, Safi                  | 1-1   |

#### Journées 6 à 10
| Date       | J.  | Adversaire   | Lieu                                  | Score |
| ---------- | --- | ------------ | ------------------------------------- | ----- |
| 18/12/2019 | 6e  | HUS Agadir   | Stade Mohammed V, Casablanca          | 2-1   |
| 15/12/2019 | 7e  | RC Oued-Zem  | Stade Municipal de Oued Zem, Oued Zem | 0-0   |
| 30/12/2019 | 8e  | Fath US      | Stade Mohammed V, Casablanca          | 0-2   |
| 27/07/2020 | 9e  | DH El Jadida | Stade Ben-Ahmed-El-Abdi, El Jadida    | 0-0   |
| 22/12/2019 | 10e | Wydad AC     | Stade Mohammed V, Casablanca          | 1-0   |

#### Journées 11 à 15
| Date       | J.  | Adversaire   | Lieu                                | Score |
| ---------- | --- | ------------ | ----------------------------------- | ----- |
| 15/01/2020 | 11e | IR Tanger    | Stade Ibn-Batouta, Tanger           | 1-4   |
| 22/01/2020 | 12e | MC Oujda     | Stade Mohammed V, Casablanca        | 1-1   |
| 19/01/2020 | 13e | RS Berkane   | Stade municipal de Berkane, Berkane | 2-2   |
| 05/02/2020 | 14e | OC Khouribga | Stade Mohammed V, Casablanca        | 2-1   |
| 12/02/2020 | 15e | AS FAR       | Complexe Moulay Abdallah, Rabat     | 1-0   |

#### Journées 16 à 20
| Date       | J.  | Adversaire          | Lieu                                  | Score |
| ---------- | --- | ------------------- | ------------------------------------- | ----- |
| 21/02/2020 | 16e | Raja Beni Mellal    | Stade Municipal de Oued Zem, Oued Zem | 1-2   |
| 30/07/2020 | 17e | RC Athletic Zemamra | Stade Mohammed V, Casablanca          | 3-1   |
| 02/08/2020 | 18e | CAY Berrechid       | Stade Mohammed V, Casablanca          | 2-0   |
| 05/08/2020 | 19e | MA Tétouan          | Stade Saniat Rmel, Tétouan            | 0-0   |
| 08/08/2020 | 20e | OC Safi             | Stade Mohammed V, Casablanca          | 2-0   |

#### Journées 21 à 25
| Date       | J.  | Adversaire   | Lieu                         | Score |
| ---------- | --- | ------------ | ---------------------------- | ----- |
| 11/08/2020 | 21e | HUS Agadir   | Stade Adrar, Agadir          | 0-2   |
| 27/09/2020 | 22e | RC Oued-Zem  | Stade Mohammed V, Casablanca | 1-0   |
| 19/08/2020 | 23e | Fath US      | Stade Moulay Hassan, Rabat   | 0-1   |
| 20/09/2020 | 24e | DH El Jadida | Stade Mohammed V, Casablanca | 3-1   |
| 24/09/2020 | 25e | Wydad AC     | Stade Mohammed V, Casablanca | 0-0   |

#### Journées 26 à 30
| Date       | J.  | Adversaire   | Lieu                                     | Score |
| ---------- | --- | ------------ | ---------------------------------------- | ----- |
| 02/09/2020 | 26e | IR Tanger    | Stade Mohammed V, Casablanca             | 0-1   |
| 30/09/2020 | 27e | MC Oujda     | Stade d'honneur d'Oujda, Oujda           | 2-2   |
| 04/10/2020 | 28e | RS Berkane   | Stade Mohammed V, Casablanca             | 2-2   |
| 07/10/2020 | 29e | OC Khouribga | Complexe sportif du Phosphate, Khouribga | 1-2   |
| 11/10/2020 | 30e | AS FAR       | Stade Mohammed V, Casablanca             | 2-1   |

#### Classement
Extrait du classement final de la Botola 2019-2020
| Rang | Équipe                 | Pts | J  | G  | N  | P | Bp | Bc | Diff |
| ---- | ---------------------- | --- | -- | -- | -- | - | -- | -- | ---- |
| 1    | Raja Club Athletic (C) | 60  | 30 | 17 | 9  | 4 | 43 | 23 | +20  |
| 2    | Wydad Athletic Club    | 59  | 30 | 17 | 8  | 5 | 52 | 28 | +24  |
| 3    | RS de Berkane          | 57  | 30 | 15 | 12 | 3 | 35 | 23 | +12  |
| 4    | FUS de Rabat           | 49  | 30 | 13 | 10 | 7 | 39 | 30 | +9   |
| 5    | Mouloudia d'Oujda      | 48  | 30 | 12 | 12 | 6 | 35 | 28 | +7   |

Le 11 octobre 2020, le Raja Club Athletic remporte le championnat du Maroc.
| Botola Pro Champion 2019-2020 |
| ----------------------------- |
| Raja Club Athletic 12e Titre  |

### Ligue des champions
La Ligue des champions 2019-2020 est la 56e édition de la plus prestigieuse des compétitions africaines inter-clubs, la Ligue des champions de la CAF. Le Raja Club Athletic participe à cette compétition pour la 17e fois de son histoire et il l'a déjà remporté à trois reprises. Deux tours de qualification (avec deux matchs aller-retour chacun) précèdent la phase de poules. Les quatre premiers et les quatre deuxièmes de chaque groupe participent à la phase finale, qui débute par les quarts de finale. 

#### Tours de qualification
| Date       | Tour                    | Adversaire        | Lieu                          | Score |
| ---------- | ----------------------- | ----------------- | ----------------------------- | ----- |
| 10/08/2019 | Premier tour - Aller    | Brikama United FC | Independence Stadium, Bakau   | 3-3   |
| 24/08/2019 | Premier tour - Retour   | Brikama United FC | Stade Mohammed V, Casablanca  | 4-0   |
| 15/09/2019 | 1/16 de finale - Aller  | Al Nasr Benghazi  | Petro Sport Stadium, Le Caire | 1-3   |
| 28/09/2019 | 1/16 de finale - Retour | Al Nasr Benghazi  | Stade Mohammed V, Casablanca  | 1-1   |

#### Phase de poules
Après des qualifications relativement aisées contre Brikama United et Al Nasr Benghazi, le triple-vainqueur de la compétition retrouve la phase de poules après une longue absence de 8 ans, depuis l'édition de 2011. Lors du tirage au sort tenue le 9 octobre 2019 au Caire, le Raja est placé dans le deuxième chapeau aux côtés de l'Étoile Sportive du Sahel, du Zamalek SC et du Mamelodi Sundowns. Le tirage place les Verts dans un groupe très relevé qui a été qualifié par les observateurs comme le ''groupe de la mort'', avec trois champions d'Afrique, l'Espérance sportive de Tunis, la Jeunesse sportive de Kabylie, et l'AS Vita Club.
| Date       | J.        | Adversaire         | Lieu                              | Score |
| ---------- | --------- | ------------------ | --------------------------------- | ----- |
| 30/11/2019 | Journée 1 | Espérance de Tunis | Stade Mohamed V, Casablanca       | 0-2   |
| 06/12/2019 | Journée 2 | AS Vita Club       | Stade des martyrs, Kinshasa       | 0-1   |
| 28/12/2019 | Journée 3 | JS Kabylie         | Stade Mohamed V, Casablanca       | 2-0   |
| 11/01/2020 | Journée 4 | JS Kabylie         | Stade du 1er-Novembre, Tizi Ouzou | 0-0   |
| 25/01/2020 | Journée 5 | Espérance de Tunis | Stade de Radès, Tunis             | 2-2   |
| 01/02/2020 | Journée 6 | AS Vita Club       | Stade Mohamed V, Casablanca       | 1-0   |

| Rang | Équipe       | Pts | J | G | N | P | Bp | Bc | Diff |  | Résultats (▼ dom., ► ext.) |     |     |     |     |
| ---- | ------------ | --- | - | - | - | - | -- | -- | ---- |  | -------------------------- | --- | --- | --- | --- |
| 1    | ES Tunis     | 11  | 6 | 3 | 2 | 1 | 7  | 3  | +4   |  | ES Tunis                   |     | 2-2 | 1-0 | 0-0 |
| 2    | Raja CA      | 11  | 6 | 3 | 2 | 1 | 6  | 4  | +2   |  | Raja CA                    | 0-2 |     | 2-0 | 1-0 |
| 3    | JS Kabylie   | 7   | 6 | 2 | 1 | 3 | 3  | 7  | -4   |  | JS Kabylie                 | 1-0 | 0-0 |     | 1-0 |
| 4    | AS Vita Club | 4   | 6 | 1 | 1 | 4 | 4  | 6  | -2   |  | AS Vita Club               | 0-2 | 0-1 | 4-1 |     |

#### Phase finale
Après le match aller de la demi-finale face au Zamalek SC, la majorité des joueurs du Raja sont déclarés positifs au SARS-CoV-2. Face à l'impossibilité de quitter la pays à la suite des directives des autorités sanitaires marocaines, la CAF décide de reporter le match au 1er novembre. Après quelques jours, c'est les autorités égyptiennes demandent le report de la finale de la Ligue des champions prévue le 6 novembre au Caire, parce qu'elle coïncide avec les élections législatives égyptiennes de 2020 qui vont avoir lieu le 7 et 8 novembre. La date de la finale est donc fixée le 27 novembre, tandis que le match retour du Raja face au Zamalek SC est reporté au 4 novembre.
| Date       | Tour                   | Adversaire | Lieu                                    | Score |
| ---------- | ---------------------- | ---------- | --------------------------------------- | ----- |
| 28/02/2020 | 1/4 de finale - Aller  | TP Mazembe | Stade Mohammed V, Casablanca            | 2-0   |
| 07/03/2020 | 1/4 de finale - Retour | TP Mazembe | Stade TP Mazembe, Lumumbashi            | 1-0   |
| 17/10/2020 | Demi-finale - Aller    | Zamalek SC | Stade Mohammed V, Casablanca            | 0-1   |
| 04/11/2020 | Demi-finale - Retour   | Zamalek SC | Stade internationale du Caire, Le Caire | 3-1   |

### Championnat arabe des clubs
| Date       | Tour                    | Adversaire    | Lieu                                | Score           |
| ---------- | ----------------------- | ------------- | ----------------------------------- | --------------- |
| 23/09/2019 | 1/16 de finale - Aller  | Hilal Al-Quds | Stade Mohammed V, Casablanca        | 1-0             |
| 03/10/2019 | 1/16 de finale - Retour | Hilal Al-Quds | Stade Faisal Al-Husseini, Jérusalem | 0-2             |
| 02/11/2019 | 1/8 de finale - Aller   | Wydad AC      | Stade Mohammed V, Casablanca        | 1-1             |
| 23/11/2019 | 1/8 de finale - Retour  | Wydad AC      | Stade Mohammed V, Casablanca        | 4-4             |
| 04/01/2020 | 1/4 de finale - Aller   | MC Alger      | Stade Mustapha-Tchaker, Blida       | 1-2             |
| 09/02/2020 | 1/4 de finale - Retour  | MC Alger      | Stade Mohammed V, Casablanca        | 0-1             |
| 16/02/2020 | 1/2 de finale - Aller   | Ismaily SC    | Stade d'Ismaïlia, Ismaïlia          | 1-0             |
| 11/01/2021 | 1/2 de finale - Retour  | Ismaily SC    | Grand stade de Marrakech, Marrakech | 3-0             |
| 21/08/2021 | Finale                  | Ittihad FC    | Stade Moulay-Abdallah, Rabat        | 4-4 (t.a.b 4-3) |

## Statistiques
(Section mise à jour après le match Raja CA 4-4 Ittihad FC (t.a.b 4-3), le 21 août 2021)

### Statistiques collectives
| Compétition                 | Résultat       | Matches joués | Gagnés | Nuls | Perdus | Buts pour | Buts contre | Différence |
| --------------------------- | -------------- | ------------- | ------ | ---- | ------ | --------- | ----------- | ---------- |
| Botola                      | Vainqueur      | 30            | 17     | 9    | 4      | 43        | 23          | +20        |
| Coupe du Trône              | 1/16 de finale | 1             | 0      | 0    | 1      | 2         | 3           | -1         |
| Ligue des champions         | Demi-finale    | 14            | 6      | 4    | 4      | 20        | 14          | +6         |
| Championnat arabe des clubs | Vainqueur      | 9             | 4      | 3    | 2      | 17        | 12          | +5         |
| Total                       | Total          | 54            | 27     | 16   | 11     | 82        | 52          | +30        |

### Statistiques individuelles
Les statistiques individuelles relatives à la finale du Championnat arabe des clubs remporté par le Raja CA en août 2021 sont affectés à la saison 2020-2021.

#### Onze de départ
| \| No. \| Pos. \| Joueur \| Titulaire \| Remplaçant \| \| --- \| ---- \| -------------------- \| --------- \| ----------------------------- \| \| 1 \| GB \| Anas Zniti \| 45 \| Bouamira a 8 titularisations \| \| 25 \| DD \| Omar Boutayeb \| 22 \| Douik a 11 titularisations \| \| 13 \| DC \| Badr Benoun \| 36 \| Haddad a 10 titularisations \| \| 8 \| DC \| Sanad Al Warfali \| 36 \| Madkour a 13 titularisations \| \| 4 \| DG \| Fabrice Ngah \| 32 \| Jbira a 15 titularisations \| \| 55 \| MR \| Abderrahim Achchakir \| 35 \| Zrida a 24 titularisations \| \| 96 \| MO \| Omar Arjoune \| 38 \| El Wardi a 21 titularisations \| \| 6 \| MO \| Fabrice Ngoma \| 31 \| Nanah a 20 titularisations \| \| 21 \| AiG \| Soufiane Rahimi \| 44 \| Benhalib a 9 titularisations \| \| 5 \| AiD \| Mohsine Moutouali \| 39 \| Hafidi a 16 titularisations \| \| 9 \| AT \| Ben Malango \| 29 \| Ahaddad a 24 titularisations \| | Zniti Benoun Sanad Boutayeb Ngah Achchakir Ngoma Arjoune Moutouali(C) Rahimi Malango |                      |           |                               |
| No. | Pos.                                                                                 | Joueur               | Titulaire | Remplaçant                    |
| 1 | GB                                                                                   | Anas Zniti           | 45        | Bouamira a 8 titularisations  |
| 25 | DD                                                                                   | Omar Boutayeb        | 22        | Douik a 11 titularisations    |
| 13 | DC                                                                                   | Badr Benoun          | 36        | Haddad a 10 titularisations   |
| 8 | DC                                                                                   | Sanad Al Warfali     | 36        | Madkour a 13 titularisations  |
| 4 | DG                                                                                   | Fabrice Ngah         | 32        | Jbira a 15 titularisations    |
| 55 | MR                                                                                   | Abderrahim Achchakir | 35        | Zrida a 24 titularisations    |
| 96 | MO                                                                                   | Omar Arjoune         | 38        | El Wardi a 21 titularisations |
| 6 | MO                                                                                   | Fabrice Ngoma        | 31        | Nanah a 20 titularisations    |
| 21 | AiG                                                                                  | Soufiane Rahimi      | 44        | Benhalib a 9 titularisations  |
| 5 | AiD                                                                                  | Mohsine Moutouali    | 39        | Hafidi a 16 titularisations   |
| 9 | AT                                                                                   | Ben Malango          | 29        | Ahaddad a 24 titularisations  |

#### Statistiques des buteurs
| Rang                | Joueur               | Botola | Coupe du trône | Ligue des Champions | Championnat arabe des clubs | Total |
| ------------------- | -------------------- | ------ | -------------- | ------------------- | --------------------------- | ----- |
| 1                   | Mohsine Moutouali    | 6      | 0              | 4                   | 5                           | 15    |
| 2                   | Soufiane Rahimi      | 10     | 0              | 3                   | 0                           | 13    |
| 3                   | Ben Malango          | 5      | 0              | 3                   | 3                           | 11    |
| 4                   | Hamid Ahaddad        | 9      | 0              | 0                   | 1                           | 10    |
| 5                   | Ayoub Nanah          | 2      | 1              | 3                   | 1                           | 7     |
| 6                   | Abdelilah Hafidi     | 6      | 0              | 0                   | 0                           | 6     |
| 7                   | Badr Benoun          | 0      | 0              | 5                   | 0                           | 5     |
| 8                   | Fabrice Ngoma        | 0      | 0              | 1                   | 2                           | 3     |
| 8                   | Mahmoud Benhalib     | 2      | 0              | 0                   | 1                           | 3     |
| 10                  | Abderrahim Achchakir | 1      | 0              | 0                   | 0                           | 1     |
| -                   | Mohamed Makahasi     | 1      | 0              | 0                   | 0                           | 1     |
| -                   | Zakaria El Wardi     | 1      | 0              | 0                   | 0                           | 1     |
| -                   | Fabrice Ngah         | 0      | 0              | 1                   | 0                           | 1     |
| -                   | Hicham Islah         | 0      | 1              | 0                   | 0                           | 1     |
| But contre son camp | But contre son camp  | 0      | 0              | 0                   | 0                           | 0     |
| Total               | Total                | 43     | 2              | 20                  | 13                          | 78    |

(Les chiffres ci-dessus ne sont valables que pour les matchs officiels)
- Récapitulatif des buteurs lors des matchs amicaux d'avant-saison :
  - 3 buts : Islah
  - 2 buts : Ngoma, Tamaizou
  - 1 but : Nanah, Haddad, Iajour, Ngah, Madkour, Jaadi, Mouchtanim

#### Statistiques des passeurs
| Rang  | Joueur               | Botola | Coupe du trône | Ligue des Champions | Championnat arabe des clubs | Total |
| ----- | -------------------- | ------ | -------------- | ------------------- | --------------------------- | ----- |
| 1     | Mohsine Moutouali    | 8      | 0              | 4                   | 2                           | 14    |
| 2     | Soufiane Rahimi      | 5      | 1              | 2                   | 1                           | 9     |
| 3     | Abdelilah Hafidi     | 4      | 0              | 0                   | 0                           | 4     |
| -     | Ben Malango          | 2      | 0              | 0                   | 2                           | 4     |
| -     | Ayoub Nanah          | 0      | 0              | 3                   | 1                           | 4     |
| 6     | Abderrahim Achchakir | 2      | 0              | 1                   | 0                           | 3     |
| -     | Mohamed Zrida        | 3      | 0              | 0                   | 0                           | 3     |
| 8     | Mohamed Douik        | 0      | 0              | 2                   | 0                           | 2     |
| 8     | Hamid Ahaddad        | 0      | 0              | 2                   | 0                           | 2     |
| 8     | Abdelilah Madkour    | 0      | 0              | 1                   | 1                           | 2     |
| 11    | Omar Boutayeb        | 1      | 0              | 0                   | 0                           | 1     |
| -     | Fabrice Ngah         | 1      | 0              | 0                   | 0                           | 1     |
| -     | Zakaria El Wardi     | 1      | 0              | 0                   | 0                           | 1     |
| -     | Ilias Haddad         | 1      | 0              | 0                   | 0                           | 1     |
| -     | Anas Jabroun         | 0      | 0              | 0                   | 1                           | 1     |
| -     | Oussama Soukhane     | 1      | 0              | 0                   | 0                           | 1     |
| Total | Total                | 29     | 1              | 14                  | 8                           | 52    |

### Distinctions individuelles
Le club fait voter ses supporters pour désigner un joueur du mois parmi l'effectif, il est appelé l'Aigle du mois. En fin de saison, Soufiane Rahimi remporte le trophée d'Aigle de la saison. La récompense n'est pas décernée pour les mois de mars, avril, mai et juin à cause de la suspension des matchs due à la pandémie de Covid-19.
| Mois     | Vainqueurs        | Mois               | Vainqueurs       |
| -------- | ----------------- | ------------------ | ---------------- |
| Octobre  | Ayoub Nanah       | Août               | Soufiane Rahimi  |
| Novembre | Mohsine Moutouali | Septembre          | Anas Zniti       |
| Décembre | Soufiane Rahimi   | Octobre            | Abdelilah Hafidi |
| Janvier  | Mohsine Moutouali | Aigle de la saison | Soufiane Rahimi  |
| Février  | Mohamed Zrida     |                    |                  |
| Juillet  | Hamid Ahaddad     |                    |                  |